# (72564) 2001 EM8
(72564) 2001 EM8 – planetoida z pasa głównego asteroid okrążająca Słońce w ciągu 4,42 lat w średniej odległości 2,69 j.a. Odkryta 2 marca 2001 roku.